# Ле Кастела (Кротоне)
Ле Кастела је насеље у Италији у округу Кротоне, региону Калабрија.
Према процени из 2011. у насељу је живело 1102 становника. Насеље се налази на надморској висини од 15 м.